# (20234) Billgibson
(20234) Billgibson est un astéroïde de la ceinture principale.

## Description
(20234) Billgibson est un astéroïde de la ceinture principale. Il fut découvert le 6 janvier 1998 à la station Anderson Mesa par Marc W. Buie. Il présente une orbite caractérisée par un demi-grand axe de 2,17 UA, une excentricité de 0,06 et une inclinaison de 0,5° par rapport à l'écliptique.

## Compléments